# NGC 1316
NGC 1316 (również Fornax A, PGC 12651 lub Arp 154) – galaktyka soczewkowata znajdująca się w gwiazdozbiorze Pieca w odległości około 68 milionów lat świetlnych. Została odkryta 2 września 1826 roku przez Jamesa Dunlopa. Jest najjaśniejszą galaktyką Gromady w Piecu.

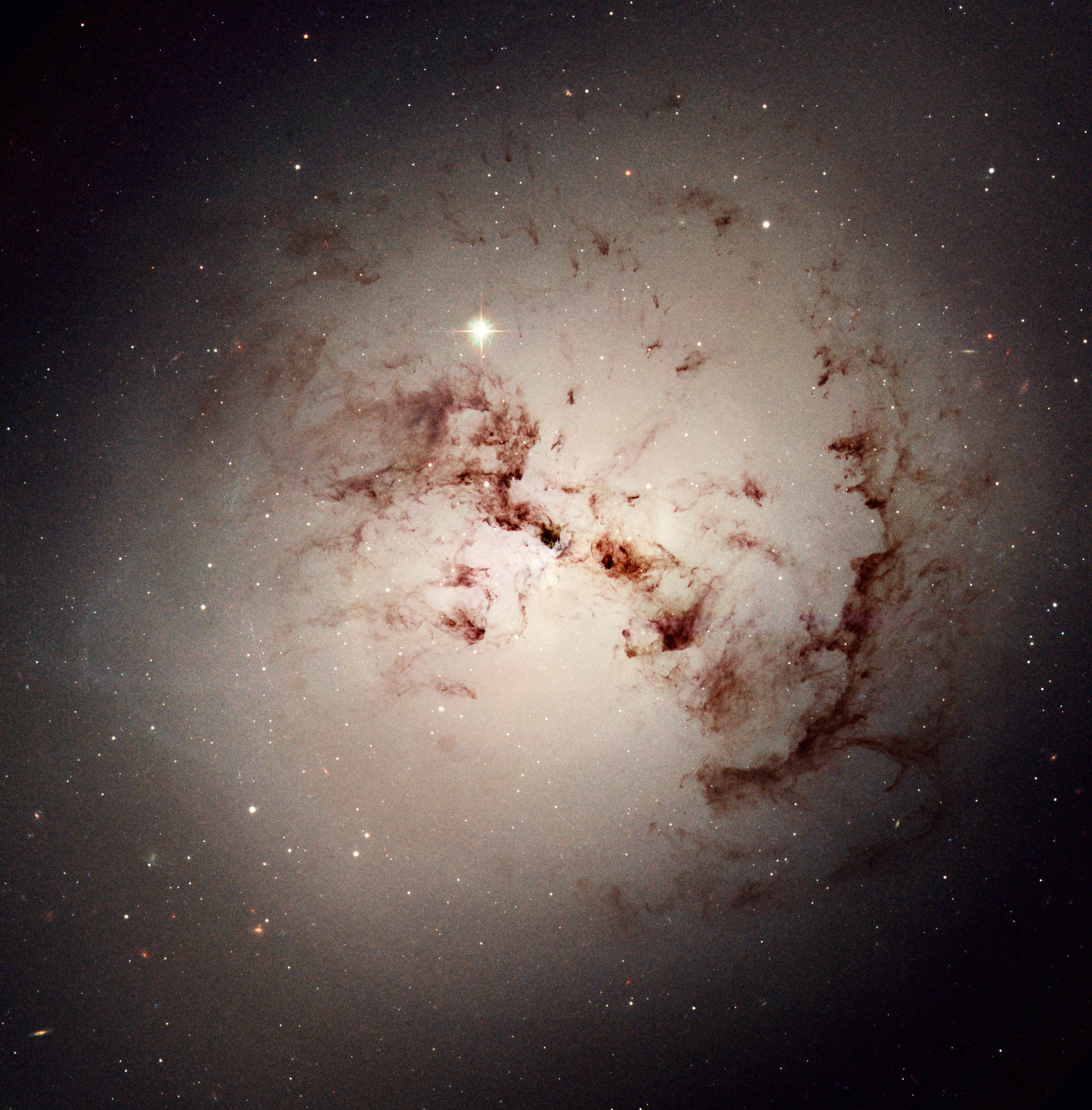
Zbliżenie centrum galaktyki i znajdujących się w nim pasm pyłu (HST)

NGC 1316 jest olbrzymią galaktyką o masie równej masie 3100 miliardów mas Słońca. Galaktyka ta ma jasność 9,4m. Jest ona również silnym źródłem promieniowania radiowego – czwartym pod względem jasności na ziemskim niebie w paśmie 1400 MHz.
Obiekt posiada liczne, chaotycznie ułożone pasma pyłowe, co sugeruje, że powstał w wyniku zlania się wielu mniejszych galaktyk.
Do tej pory w galaktyce wykryto cztery supernowe:
- SN 1980N typ Ia
- SN 1981D typ Ia
- SN 2006dd (19 czerwca 2006)
- SN 2006mr (5 listopada 2006)